# Бурская коза
Бурская — слово производное от голландского «Boer», означающего — фермер.

## Общие сведения
Бурские козы — это порода, которая была выведена ещё в начале XX века. Бурская разновидность коз появилась вследствие скрещивания некоторых пород, привезенных из Европы и Индии. Место первичного скрещивания — Южная Африка. Вес взрослых козлов достигает 110−135 кг. Матки немного легче 90−100 кг. Обычным окрасом животных этой породы является белый с коричневой головой, но, кроме этого, встречаются и другие. Вымя у бурских коз может иметь не два, а четыре соска. У животных широкая грудь. Спина тоже широкая и при этом ещё и длинная.
Шерстяной покров гладкий, короткий. Широкое плотное туловище с крепкой грудной клеткой и крупной, овальной формы, головой. Рога у представителей бурских пород средней длины, загнуты назад. Уши большие, висячие. Своим внешним видом козы этой породы напоминают нубийских, у них такие же висячие уши. Сегодня порода считается одной из наиболее популярных и продуктивных. Среди достоинств этой породы стойкость к болезням. К различным климатическим условиям эти животные легко адаптируются. Мясо бурских коз отличается довольно высоким качеством, имеет нежный вкус и аромат телятины.

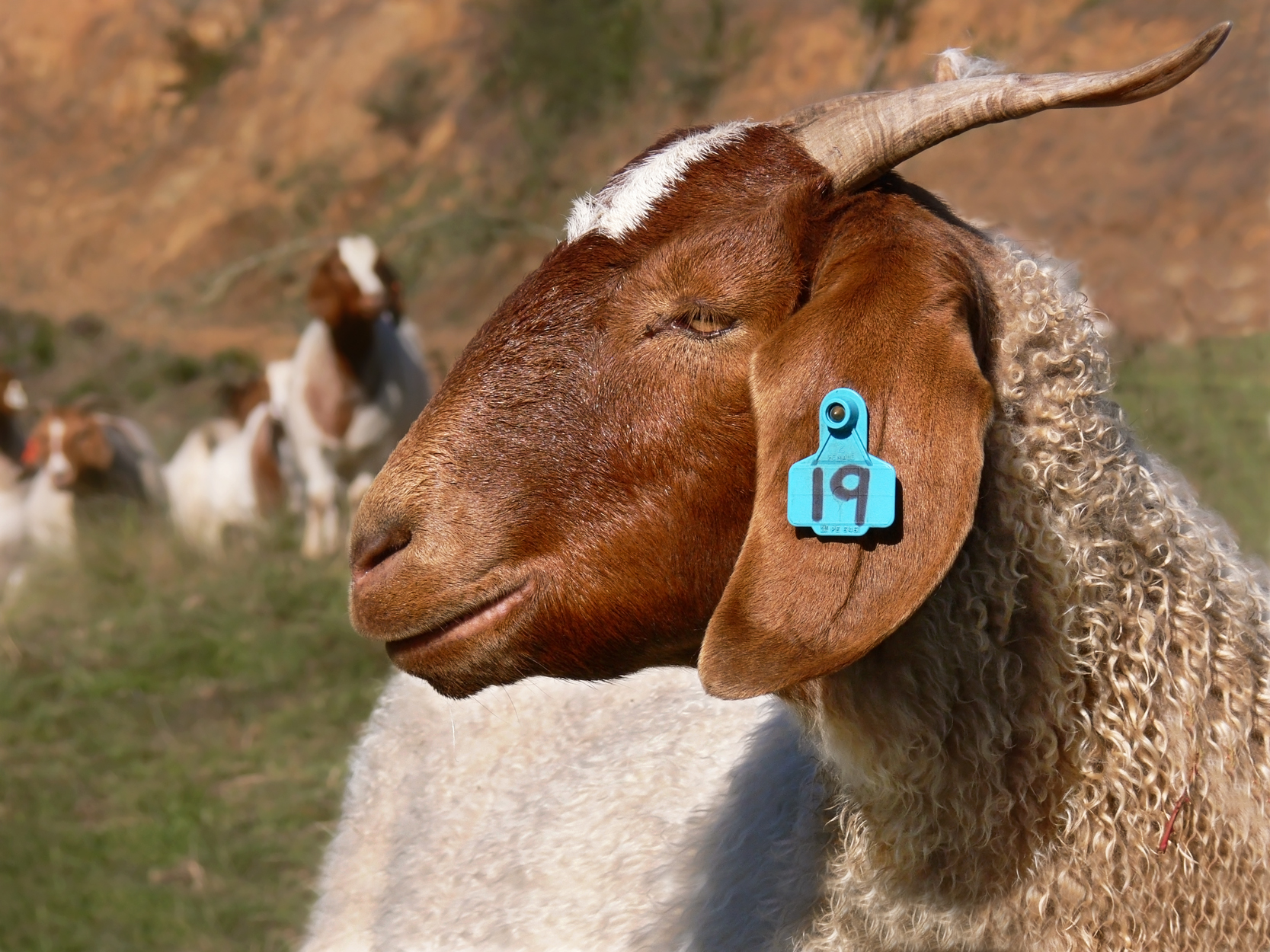
Бурская порода коз